# Wilhelm Zaisser
Wilhelm Zaisser (Gelsenkirchen, 20 de junio de 1893 - Berlín, 3 de marzo de 1958) fue un político, militar y comunista alemán, y el primer Ministro para la Seguridad del Estado en la República Democrática Alemana (RDA). Tuvo una participación notoria en la guerra civil española integrado en las Brigadas Internacionales, especialmente al mando de la XIII Brigada Internacional bajo el apodo de General Gómez. Siendo el primer director de la "Stasi", fue acusado de no haber previsto el estallido de las Revueltas del 17 de junio en la Alemania oriental, siendo destituido de todos sus cargos y alejado de la escena política de la RDA.

## Biografía
Estudió magisterio en Essen hasta 1913. Con el estallido de la Primera Guerra Mundial, Zaisser se alistó en el ejército alemán. Miembro del Partido Socialdemócrata Independiente de Alemania (USPD), al retornar de la guerra se incorporó como profesor en Essen. Después del golpe de Kapp contra Friedrich Ebert lideró el Ejército Rojo de Ruhr, por lo que fue arrestado en 1921 y debió abandonar la plaza de profesor. Ingresó en el Partido Comunista de Alemania (KPD) donde se mostró muy activo en la divulgación de los ideales de la organización. Más tarde entró a formar parte de la inteligencia del partido trabajando activamente contra la ocupación francesa del Ruhr. Ese mismo año viajó a Moscú donde se le formó militar y políticamente, regresando a Alemania en 1924 para incorporarse al Comité Central del partido. Trabajó con el Ejército Rojo y los servicios de inteligencia de la Unión Soviética, siendo ayudante militar de la URSS en Siria y el norte de África primero, para pasar posteriormente a trabajar para el Komintern en China y Checoslovaquia. En 1932 ingresó en el Partido Comunista de la Unión Soviética (PCUS), adquiriendo la nacionalidad soviética en 1940.
Con el apodo de General Gómez, en 1936 se enroló en las Brigadas Internacionales durante la guerra civil española. Poco después fue nombrado Comandante de la XIII Brigada Internacional y, más tarde, pasó a mandar todas las unidades internacionales como miembro de la cúpula militar en su base de Albacete. Con la salida de España de los brigadistas, Zaisser regresó a Moscú, justamente cuando estaba teniendo lugar la Gran Purga, por lo que estuvo durante un tiempo en prisión a causa del fracaso de la intervención del Komintern en España. No participó directamente en la Segunda Guerra Mundial aunque se le atribuye haber sido instructor de los prisioneros de guerra alemanes durante el conflicto.
En 1947 regresó a Alemania, integrándose en 1949 en el Partido Socialista Unificado de Alemania (SED), y poco después paso a ocupar varios puestos en el gobierno de Sajonia-Anhalt. De 1949 a 1954 fue miembro de la Volkskammer (cámara del [poder legislativo en la RDA). En 1950 fue elegido para formar parte del Politburó y el Comité Central del SED. Nombrado primero Director de la Stasi (oficialmente, "Ministerio para la Seguridad del Estado") ese mismo año, alcanzó el cénit de su carrera política. Debido a sus diferencias con Walter Ulbricht, destacado político comunista, fue entonces cuando comenzó su periodo de decadencia dentro del organigrama político de la RDA. Zaisser pertenecía al sector del SED que se oponía a la línea dura estalinista de Ulbricht. Fue separado de todos sus cargos al ser acusado de hostilidad hacia el partido y de no usar el poder de la Stasi para reprimir las revueltas del 17 de junio de 1953, por lo que llegaron a acusarle de Enemigo del pueblo. Los últimos años de su vida los pasó trabajando como traductor, muriendo en Berlín Este a comienzos de 1958. Después de la desaparición de la RDA, en 1993 su figura fue rehabilitada por el Partido del Socialismo Democrático, heredero del antiguo Partido Socialista Unificado de Alemania tras la caída del Muro de Berlín.